# Joik

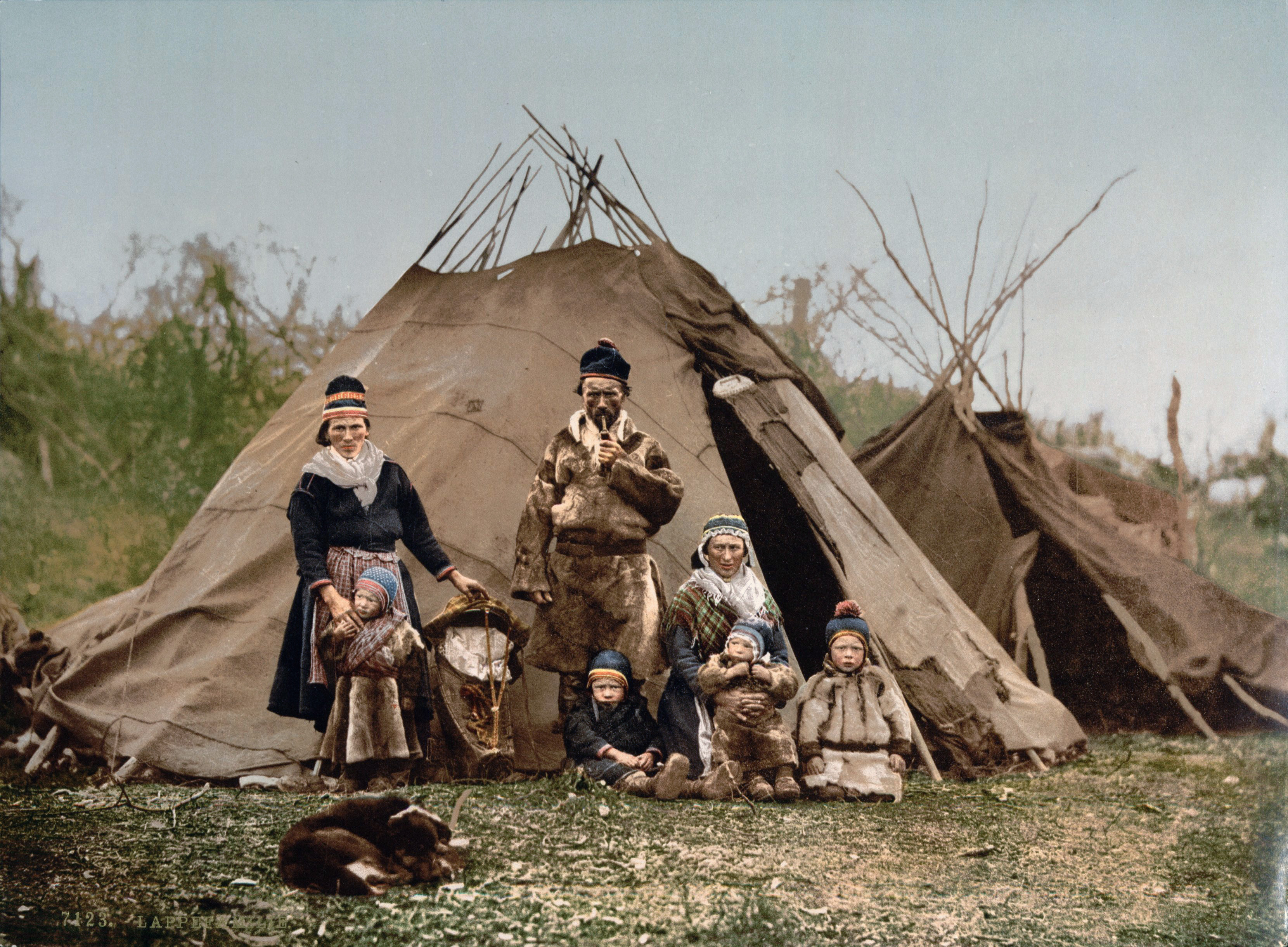
Samen in 1900

Joik (ook wel yoik, luohti, vuolle, leu'dd, of juoiggusis) is de traditionele muziek van de Samen en een van de oudste muziekvormen in Europa.
Joik is de traditionele zang van de Samen. Joik had ook een plaats in de Samische religie; dat is waarschijnlijk de reden waarom het door de christenen werd verboden. In de jaren 1950 was het zingen van de joik op scholen in Noorwegen officieel verboden. En nog steeds is er in een aantal kerken discussie over de plaats van de joik. Aan de andere kant wordt vandaag joik in veel kerken geaccepteerd en gebruikt in Samische kerkdiensten.
Een joik gaat over de essentie van hetgeen dat of degene die bezongen wordt. Een joik wordt niet óver iets of iemand gezongen, maar een joik wordt naar iemand of iets toe gezongen.

## Bekende joikzangers
- Bekende hedendaagse vertolkers van de joik zijn Wimme Saari, Mari Boine en Jonne Järvelä.
- In 2014 won Jon Henrik Fjällgren de Zweedse versie van een bekende talentenshow met zijn vertolking van traditionele Samische liederen.
- In de Noorse inzending voor het Eurovisiesongfestival 2019, het lied Spirit in the Sky van KEiiNO, werd een joikgedeelte opgenomen.